# Verein Fahrgast
Der Verein Fahrgast ist eine 1985 gegründete, unabhängige Interessenvertretung für die Fahrgäste der öffentlichen Verkehrsmittel in Österreich mit Sitz in Wien.
Die Interessenvertretung sieht im Straßenverkehr eines der ärgsten Umweltprobleme, das durch Luftverschmutzung, Lärm, Verschwendung von Energie, Unfallopfer und ständig steigendem Platzbedarf auf Kosten anderer Nutzungsmöglichkeiten direkte und indirekte Auswirkungen auf den Menschen hat.
Hauptverantwortlich dafür wird die starke Zunahme des Straßenverkehrs in den letzten Jahrzehnten und die damit zusammenhängende nachteilige Entwicklung der Raumstruktur (Zersiedlung, starke Zunahme der Arbeitspendler, Einkaufszentren am Stadtrand u. v. a. m.) angesehen.
Ziel sollte aus der Sicht des Vereins daher sein, einerseits durch eine entsprechende Stadtplanung zu kürzeren Wegen vom Wohnort zum Arbeitsplatz, zu den Einkaufsmöglichkeiten und den Freizeiteinrichtungen zurückfinden, und andererseits bedeutende Teile des heute bestehenden motorisierten Individualverkehrs auf umweltfreundlichere, sicherere und billigere Verkehrsarten (sanfte Mobilität: Fußgängerverkehr, Radverkehr, öffentliche Verkehrsmittel) zu verlagern.
Der öffentliche Verkehr (ÖV) wird laut Verein Fahrgast auf Jahre hinaus die Hauptrolle in einem menschen- und umweltgerechten Verkehr spielen. Die Förderung des ÖV wird als daher wichtigster Bestandteil einer menschen- und umweltfreundlichen Verkehrspolitik (insbesondere in den Städten) angesehen.
Der Verein gibt die Zeitung FAHRGAST heraus.

## Forderungen des Vereins
- Kurze Fahrzeiten durch konsequente Durchführung eines Beschleunigungsprogrammes auf allen Linien (z. B.: Abschirmung vom motorisierten Individualverkehr, auf die Bedürfnisse des öffentlichen Verkehrs abgestimmte Ampelschaltungen etc.)
- Kurze Wartezeiten durch dichtere Intervalle und aufeinander abgestimmte Fahrzeiten
- Weniger oft umsteigen durch längere Linienführungen
- Beurteilung der Stellung der einzelnen Verkehrsträger auf Grund von volkswirtschaftlichen Kosten (Umweltkosten, Unfallkosten, Verlust an Lebensraum, …), daher stärkere finanzielle und rechtliche Bevorzugung des öffentlichen Verkehrs
- Vermehrten  Komfort im öffentlichen Verkehr:
  - Wetterschutz und Sitzgelegenheiten an möglichst allen Haltestellen
  - Bessere Information der Fahrgäste an den Haltestellen und in den Verkehrsmitteln
  - Vermehrte Transportmöglichkeiten (Abstellplatz) für Gepäck, Fahrräder etc.
  - Kurze und sichere Zugangs- und Umsteigewege
  - Ebene Einstiegsmöglichkeiten an geeigneten Haltestellen
- Besseres Angebot im öffentlichen Verkehr auch im Freizeitverkehr (an Wochenenden, Feiertagen, zu Veranstaltungen) und in der Nacht (Mindestangebote im Nachtverkehr)
- Beschleunigte Durchführung der Koordination des öffentlichen Verkehrs mit dem regionalen und dem Fernverkehr (Tarife, Fahrpläne, Linien)
- Schaffung eines kundenfreundlichen Tarifangebotes (z. B. durch Eingehen auf einzelne Zielgruppen, wie Autofahrer, Tagesreisende etc.)
- Zeitgerechte Information und Beiziehung des Vereins zu allen Verkehrsverhandlungen

## Weblink
- www.fahrgast.at – Homepage des Verein Fahrgast